# Michał Rozenfeld

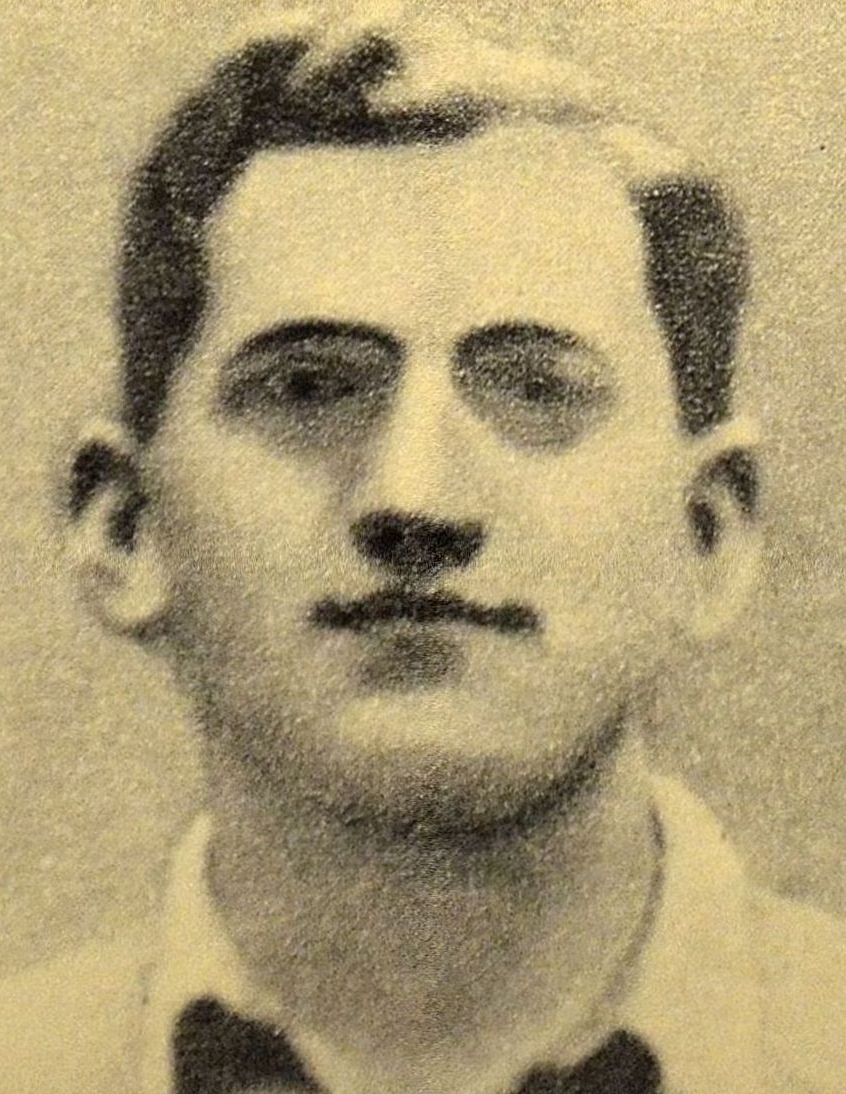
Michał Rozenfeld

Michał Rozenfeld (1916 - Krawcowizna, el 2 de septiembre de 1943) - activista de la resistencia judía durante la Segunda Guerra Mundial, participante del Levantamiento del Gueto de Varsovia, guerrillero de la tropa Mordechai Anielewicz de Gwardia Ludowa (en español, Guardia Popular).
Antes del estallido de la guerra, estudió psicología con, entre otros, Tadeusz Kotarbiński. Después del estallido de la Segunda Guerra Mundial, fue enviado al gueto de Varsovia, donde trabajó como profesor. Perteneció al PPR (en español, Partido Obrero Polaco) y fue miembro de la Comisaría Central de ŻOB (en español, Organización Judía de Combate). Junto con Mordechai Anielewicz, estaba en el búnker en la calle Miła 18. El 10 de mayo de 1943, junto con un grupo de combatientes judíos, llegó a través de las alcantarillas a la calle Prosta.
Después de la caída del Levantamiento, se refugió en los bosques cerca de Wyszków, donde luchó en la tropa de Gwardia Ludowa (en español, Guardia Popular). Junto con sus compañeros de armas fue entregado a los alemanes por un guardabosque de Krawcowizna. Doce guerrilleros, entre ellos Michał Rozenfeld, fueron asesinados en ese momento.

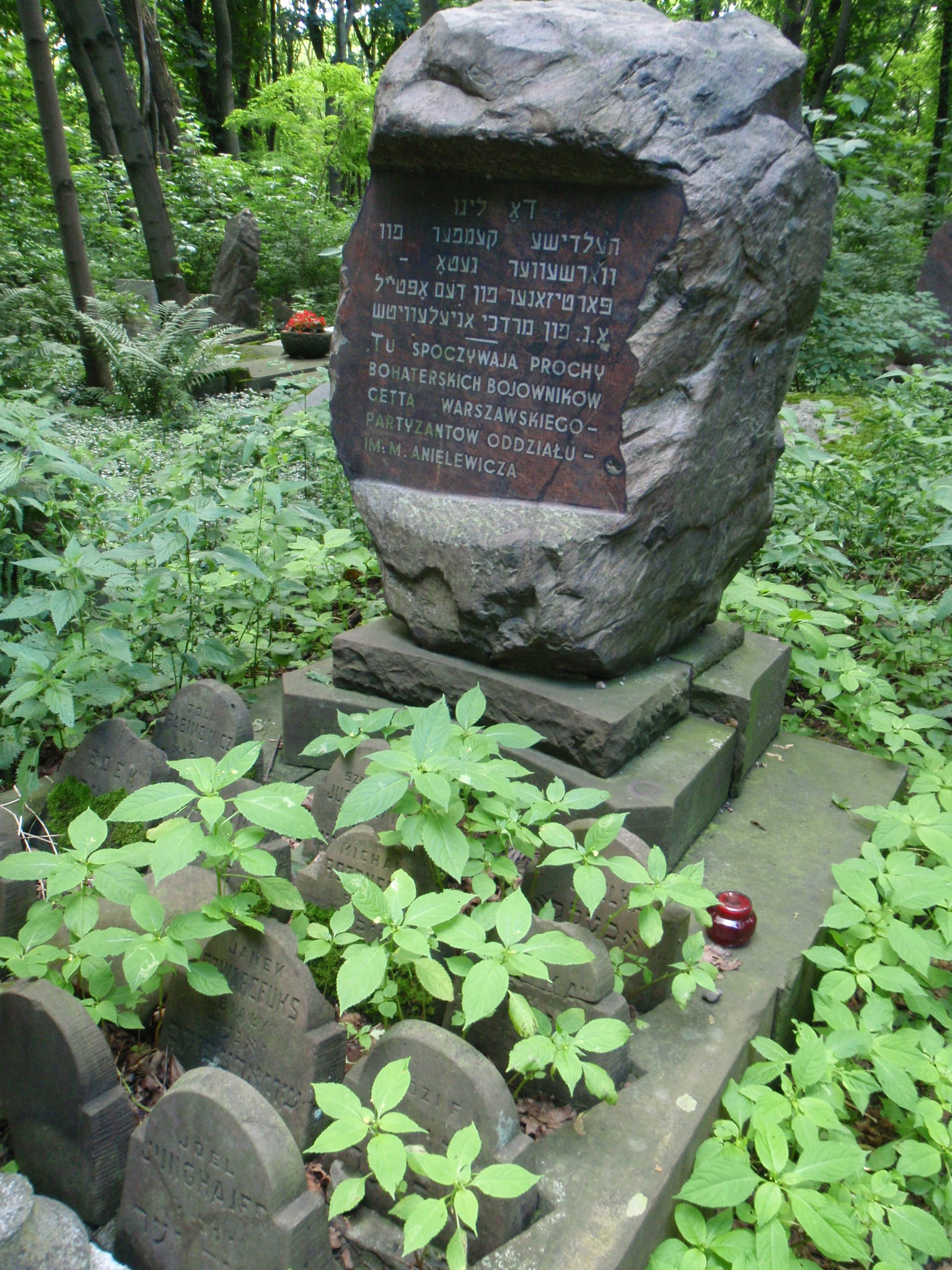
La tumba de Michał Rozenfeld y sus compañeros de armas en el cementerio judío de Varsovia

En 1945 recibió póstumamente la Cruz de Plata de la Orden Virtuti Militari.
Está enterrado en una tumba colectiva de partidarios GL en el cementerio judío de la calle Okopowa en Varsovia (parcela 31, fila 3).

## Conmemoración
El nombre de Michał Rozenfeld figura en la placa conmemorativa, colocada cerca del Monumento de la Evacuación de los Combatientes del gueto de Varsovia en la calle Prosta 51 en Varsovia.